# 蒙特利尔英语教育局
蒙特利尔英语教育局（縮寫，縮寫）是蒙特利尔的英文的公立自治教委会，归属魁北克省教育局管理， 总部设立在蒙特利尔。其对魁北克私立学校及法语公立学校没有管辖权。EMSB有40个小学,17个中学,17个"outreach"学校,17个"social affairs institutions",和11个中专。